# Protaetia
A Protaetia  a rovarok (Insecta) osztályának a bogarak (Coleoptera) rendjébe, ezen belül a mindenevő bogarak (Polyphaga) alrendjébe és a ganajtúrófélék (Scarabaeidae) családjába tartozó nem. Eurázsiai elterjedésű csoport, több mint 310 leírt fajukból a palearktikus régióban mintegy 120 fordul elő.

## Európai fajok
Európában 5 alnem képviselői fordulnak elő:
Cetonischema (Reitter, 1898)
Protaetia (Cetonischema) speciosissima (Scopoli, 1786): Közép-Európa, Balkán-félsziget, Mediterráneum. Magyarországon is él.
Protaetia (Cetonischema) speciosa (Adams, 1817)
Protaetia (Cetonischema) speciosa speciosa (Adams, 1817): Törökország, Ukrajna, Oroszország.
Protaetia (Cetonischema) speciosa venusta (Ménétriès, 1836): Törökország.
Eupotosia (Miksic, 1954)
Protaetia (Eupotosia) affinis (Andersch, 1797)
Protaetia (Eupotosia) affinis affinis (Andersch, 1797): Európa. Magyarországon is él.
Protaetia (Eupotosia) affinis tyrrenica (Miksic, 1957): Korzika, Szardínia.
Protaetia (Eupotosia) mirifica (Mulsant, 1842): Franciaország, Olaszország, Spanyolország, Balkán.
Foveopotosia (Mikšič, 1959)
Protaetia (Foveopotosia) judith (Reiche, 1871): Dél-Európa.
Liocola (Thomson, 1859)
Protaetia (Liocola) marmorata (Herbst, 1786): Európa. Magyarországon is él.
Netocia (Costa, 1852)
Protaetia (Netocia) afflicta (Gory & Percheron, 1833): Ciprus.
Protaetia (Netocia) angustata (Germar, 1817): Mediterráneum.
Protaetia (Netocia) cretica (Kraatz, 1880): Kréta.
Protaetia (Netocia) cuprea (Fabricius, 1775)
Protaetia (Netocia) cuprea bourgini (Ruter, 1967): Franciaország.
Protaetia (Netocia) cuprea brancoi (Baraud, 1992): Portugália.
Protaetia (Netocia) cuprea cuprea (Fabricius, 1775): Európa.
Protaetia (Netocia) cuprea levantina (Schatzmayr, 1938): Égei-tenger szigetei.
Protaetia (Netocia) cuprea metallica (Herbst, 1782): Közép-Európa.
Protaetia (Netocia) cuprea obscura (Andersch, 1797): Közép-Európa. Magyarországon is él.
Protaetia (Netocia) cuprea olivacea (Mulsant, 1842): Spanyolország.
Protaetia (Netocia) cuprina (Motschulsky, 1849)
Protaetia (Netocia) cuprina transfuga (Schaufuss, 1883): Balkán.
Protaetia (Netocia) excavata (Faldemann, 1835): Örményország.
Protaetia (Netocia) fieberi (Kraatz, 1880)
Protaetia (Netocia) fieberi boldyrevi (Jacobson, 1909): Dél-Oroszország.
Protaetia (Netocia) fieberi borysthenica (Medvedev, 1964): Oroszország.
Protaetia (Netocia) fieberi fieberi (Kraatz, 1880): Délkelet-Európa. Magyarországon is él.
Protaetia (Netocia) funesta (Ménétriès, 1836): Törökország.
Protaetia (Netocia) karelini (Zoubkov, 1829): Dél-Urál, Kazahsztán.
Protaetia (Netocia) morio (Fabricius, 1781): Délnyugat-Európa.
Protaetia (Netocia) oblonga (Gory & Percheron, 1833): Délnyugat-Európa.
Protaetia (Netocia) opaca (Fabricius, 1787): Nyugat-Mediterráneum.
Protaetia (Netocia) sardea (Gory & Percheron, 1833): Korzika, Szardínia.
Protaetia (Netocia) squamosa (Lefebvre, 1827): Dél-Olaszország.
Protaetia (Netocia) subpilosa (Desbrochers des Loges, 1869): Törökország.
Protaetia (Netocia) trojana (Gory & Percheron, 1833): Balkán.
Protaetia (Netocia) ungarica (Herbst, 1790)
Protaetia (Netocia) ungarica anatolica (Medvedev, 1947): Törökország.
Protaetia (Netocia) ungarica inderiensis (Krynicki, 1832): Kazahsztán.
Protaetia (Netocia) ungarica ungarica (Herbst, 1790): Közép-Európa. Magyarországon is él.
Protaetia (Netocia) ungarica viridana (Brullé, 1832): Görögország.
Protaetia (Netocia) vidua (Gory & Percheron, 1833): Mediterráneum.

## Fordítás
- Ez a szócikk részben vagy egészben  a   Protaetia című francia Wikipédia-szócikk ezen változatának fordításán alapul.  Az eredeti cikk szerkesztőit annak laptörténete sorolja fel. Ez a jelzés csupán a megfogalmazás eredetét és a szerzői jogokat jelzi, nem szolgál a cikkben szereplő információk forrásmegjelöléseként.